# Grand Prix moto de Finlande
Le Grand Prix moto de Finlande  était une épreuve de vitesse moto finlandaise des championnats du monde de vitesse moto de la FIM organisé de 1962 à 1982. Il a été couru à Tampere en 1962 et 1963 avant d'être déplacé à Imatra. Il fait sa réapparition au calendrier 2020 du championnat du monde, sur le circuit du Kymi Ring (en). Alors que l'édition était initialement prévue du 10 au 12 juillet, elle est cependant annulée, le 29 avril, pour toutes les catégories, et ce en raison de la pandémie de coronavirus.
Le pilote italien Giacomo Agostini détient le record du nombre de podiums de ce Grand Prix en ayant remporté dix victoires en catégorie 500 cm3 et sept en 350 cm3.

## Palmarès
| Saison | Circuit | 500 cm3                      | 350 cm3                        | 250 cm3                           | 125 cm3                         | 50 cm3                          | Résultats |
| ------ | ------- | ---------------------------- | ------------------------------ | --------------------------------- | ------------------------------- | ------------------------------- | --------- |
| 1962   | Tampere | Alan Shepherd (Matchless)    | Tommy Robb (Honda)             | -                                 | -                               | Luigi Taveri (Honda)            | Résultats |
| 1963   | Tampere | Mike Hailwood (MV Agusta)    | Mike Hailwood (MV Agusta)      | -                                 | Hugh Anderson (Suzuki)          | Hans-Georg Anscheidt (Kreidler) | Résultats |
| 1964   | Imatra  | Jack Ahearn (Norton)         | Jim Redman (Honda)             | -                                 | Luigi Taveri (Honda)            | Hugh Anderson (Suzuki)          | Résultats |
| 1965   | Imatra  | Giacomo Agostini (MV Agusta) | Giacomo Agostini (MV Agusta)   | Michael Duff (Yamaha)             | Hugh Anderson (Suzuki)          | -                               | Résultats |
| 1966   | Imatra  | Giacomo Agostini (MV Agusta) | Giacomo Agostini (MV Agusta)   | Mike Hailwood (Honda)             | Phil Read (Yamaha)              | -                               | Résultats |
| 1967   | Imatra  | Giacomo Agostini (MV Agusta) | -                              | Mike Hailwood (Honda)             | Stuart Graham (Suzuki)          | -                               | Résultats |
| 1968   | Imatra  | Giacomo Agostini (MV Agusta) | -                              | Phil Read (Yamaha)                | Phil Read (Yamaha)              | -                               | Résultats |
| 1969   | Imatra  | Giacomo Agostini (MV Agusta) | Giacomo Agostini (MV Agusta)   | Kent Andersson (Yamaha)           | -                               | -                               | Résultats |
| 1970   | Imatra  | Giacomo Agostini (MV Agusta) | Giacomo Agostini (MV Agusta)   | Rodney Gould (Yamaha)             | Dave Simmonds (Kawasaki)        | -                               | Résultats |
| 1971   | Imatra  | Giacomo Agostini (MV Agusta) | Giacomo Agostini (MV Agusta)   | Rodney Gould (Yamaha)             | Barry Sheene (Suzuki)           | -                               | Résultats |
| 1972   | Imatra  | Giacomo Agostini (MV Agusta) | Giacomo Agostini (MV Agusta)   | Jarno Saarinen (Yamaha)           | Kent Andersson (Yamaha)         | -                               | Résultats |
| 1973   | Imatra  | Giacomo Agostini (MV Agusta) | Giacomo Agostini (MV Agusta)   | Teuvo Länsivuori (Yamaha)         | Otello Buscherini (Malanca)     | -                               | Résultats |
| 1974   | Imatra  | Phil Read (MV Agusta)        | John Dodds (Yamaha)            | Walter Villa (Harley Davidson)    | -                               | Julien van Zeebroeck (Kreidler) | Résultats |
| 1975   | Imatra  | Giacomo Agostini (Yamaha)    | Johnny Cecotto (Yamaha)        | Michel Rougerie (Harley Davidson) | -                               | Angel Nieto (Kreidler)          | Résultats |
| 1976   | Imatra  | Pat Hennen (Suzuki)          | Walter Villa (Harley Davidson) | Walter Villa (Harley Davidson)    | Pier Paolo Bianchi (Morbidelli) | Julien van Zeebroeck (Kreidler) | Résultats |
| 1977   | Imatra  | Johnny Cecotto (Yamaha)      | Takazumi Katayama (Yamaha)     | Walter Villa (Harley Davidson)    | Pier Paolo Bianchi (Morbidelli) | -                               | Résultats |
| 1978   | Imatra  | Wil Hartog (Suzuki)          | Kork Ballington (Kawasaki)     | Kork Ballington (Kawasaki)        | Angel Nieto (Minarelli)         | -                               | Résultats |
| 1979   | Imatra  | Boet van Dulmen (Suzuki)     | Gregg Hansford (Kawasaki)      | Kork Ballington (Kawasaki)        | Ricardo Tormo (Bultaco)         | -                               | Résultats |
| 1980   | Imatra  | Wil Hartog (Suzuki)          | -                              | Kork Ballington (Kawasaki)        | Angel Nieto (Minarelli)         | -                               | Résultats |
| 1981   | Imatra  | Marco Lucchinelli (Suzuki)   | -                              | Anton Mang (Kawasaki)             | Angel Nieto (Minarelli)         | -                               | Résultats |
| 1982   | Imatra  | -                            | Anton Mang (Kawasaki)          | Christian Sarron (Yamaha)         | Ivan Palazzese (MBA)            | -                               | Résultats |

| Année | Circuit   | Moto3                                                   | Moto2                                                   | MotoGP                                                  | MotoE                                                   | Rapport |
| ----- | --------- | ------------------------------------------------------- | ------------------------------------------------------- | ------------------------------------------------------- | ------------------------------------------------------- | ------- |
| 2020  | Kymi Ring | Édition annulée en raison de la pandémie de coronavirus | Édition annulée en raison de la pandémie de coronavirus | Édition annulée en raison de la pandémie de coronavirus | Édition annulée en raison de la pandémie de coronavirus | Rapport |
| 2022  | Kymi Ring |                                                         |                                                         |                                                         |                                                         | Rapport |

## Multiples vainqueurs (pilotes)
| Nbre de victoires | Pilote               | Victoires | Victoires                                                  |
| Nbre de victoires | Pilote               | Catégorie | Année gagnée                                               |
| ----------------- | -------------------- | --------- | ---------------------------------------------------------- |
| 17                | Giacomo Agostini     | 500 cm3   | 1965, 1966, 1967, 1968, 1969, 1970, 1971, 1972, 1973, 1975 |
| 17                | Giacomo Agostini     | 350 cm3   | 1965, 1966, 1969, 1970, 1971, 1972, 1973                   |
| 4                 | Mike Hailwood        | 500 cm3   | 1963                                                       |
| 4                 | Mike Hailwood        | 350 cm3   | 1963                                                       |
| 4                 | Mike Hailwood        | 250 cm3   | 1966, 1967                                                 |
| 4                 | Phil Read            | 500 cm3   | 1974                                                       |
| 4                 | Phil Read            | 250 cm3   | 1968                                                       |
| 4                 | Phil Read            | 125 cm3   | 1966, 1968                                                 |
| 4                 | Walter Villa         | 350 cm3   | 1976                                                       |
| 4                 | Walter Villa         | 250 cm3   | 1974, 1976, 1977                                           |
| 4                 | Kork Ballington      | 350 cm3   | 1978                                                       |
| 4                 | Kork Ballington      | 250 cm3   | 1978, 1979, 1980                                           |
| 4                 | Angel Nieto          | 125 cm3   | 1978, 1980, 1981                                           |
| 4                 | Angel Nieto          | 50 cm3    | 1975                                                       |
| 3                 | Hugh Anderson        | 125 cm3   | 1963, 1965                                                 |
| 3                 | Hugh Anderson        | 50 cm3    | 1964                                                       |
| 2                 | Luigi Taveri         | 125 cm3   | 1964                                                       |
| 2                 | Luigi Taveri         | 50 cm3    | 1962                                                       |
| 2                 | Dave Simmonds        | 125 cm3   | 1969, 1970                                                 |
| 2                 | Rodney Gould         | 250 cm3   | 1970, 1971                                                 |
| 2                 | Kent Andersson       | 250 cm3   | 1969                                                       |
| 2                 | Kent Andersson       | 125 cm3   | 1972                                                       |
| 2                 | Julien van Zeebroeck | 50 cm3    | 1974, 1976                                                 |
| 2                 | Pier Paolo Bianchi   | 125 cm3   | 1976, 1977                                                 |
| 2                 | Johnny Cecotto       | 500 cm3   | 1977                                                       |
| 2                 | Johnny Cecotto       | 350 cm3   | 1975                                                       |
| 2                 | Wil Hartog           | 500 cm3   | 1978, 1980                                                 |
| 2                 | Anton Mang           | 350 cm3   | 1982                                                       |
| 2                 | Anton Mang           | 250 cm3   | 1981                                                       |

### Multiples vainqueurs (constructeurs)
| Nbre de victoires | Constructeur    | Victoires | Victoires                                                        |
| Nbre de victoires | Constructeur    | Catégorie | Année gagnée                                                     |
| ----------------- | --------------- | --------- | ---------------------------------------------------------------- |
| 19                | MV Agusta       | 500 cm3   | 1963, 1965, 1966, 1967, 1968, 1969, 1970, 1971, 1972, 1973, 1974 |
| 19                | MV Agusta       | 350 cm3   | 1963, 1965, 1966, 1969, 1970, 1971, 1972, 1973                   |
| 15                | Yamaha          | 500 cm3   | 1975, 1977                                                       |
| 15                | Yamaha          | 350 cm3   | 1974, 1975                                                       |
| 15                | Yamaha          | 250 cm3   | 1965, 1968, 1969, 1970, 1971, 1972, 1973, 1982                   |
| 15                | Yamaha          | 125 cm3   | 1966, 1968, 1972                                                 |
| 10                | Suzuki          | 500 cm3   | 1976, 1978, 1979, 1980, 1981                                     |
| 10                | Suzuki          | 125 cm3   | 1963, 1965, 1967, 1971                                           |
| 10                | Suzuki          | 50 cm3    | 1964                                                             |
| 10                | Kawasaki        | 350 cm3   | 1977, 1978, 1979, 1982                                           |
| 10                | Kawasaki        | 250 cm3   | 1978, 1979, 1980, 1981                                           |
| 10                | Kawasaki        | 125 cm3   | 1969, 1970                                                       |
| 6                 | Honda           | 350 cm3   | 1962, 1964                                                       |
| 6                 | Honda           | 250 cm3   | 1966, 1967                                                       |
| 6                 | Honda           | 125 cm3   | 1964                                                             |
| 6                 | Honda           | 50 cm3    | 1962                                                             |
| 5                 | Harley Davidson | 350 cm3   | 1976                                                             |
| 5                 | Harley Davidson | 250 cm3   | 1974, 1975, 1976, 1977                                           |
| 4                 | Kreidler        | 50 cm3    | 1963, 1974, 1975, 1976                                           |
| 3                 | Minarelli       | 125 cm3   | 1978, 1980, 1981                                                 |
| 2                 | Morbidelli      | 125 cm3   | 1976, 1977                                                       |